# Złota spirala

Przybliżona oraz dokładna złota spirala: zielona spirala jest zbudowana z ćwiartek okręgów, natomiast czerwona spirala jest złotą spiralą. Pokrywające się fragmenty zaznaczono na żółto. Stosunki długości boków kolejnych kwadratów są równe φ.

Spirala Fibonacciego, zbudowana z ćwiartek okręgów, których promienie są kolejnymi liczbami Fibonacciego. Jest przybliżeniem złotej spirali, ale nie jest złotą spiralą

Złota spirala – szczególny przypadek spirali logarytmicznej, w której współczynnik {\displaystyle b} jest stałą zależną od {\displaystyle \varphi } (gdzie {\displaystyle \varphi } jest „złotą liczbą”). Cechą charakterystyczną złotej spirali jest to, że co 90° jej szerokość zwiększa się (lub zmniejsza) dokładnie {\displaystyle \varphi } razy.

## Wzór
Ogólne wzory na spiralę logarytmiczną we współrzędnych biegunowych:
{\displaystyle r=ae^{b\theta }}
oraz
{\displaystyle \theta ={\frac {1}{b}}\ln(r/a),}
(gdzie {\displaystyle e} – podstawa logarytmu naturalnego) mają również zastosowanie w przypadku złotej spirali. W tym przypadku {\displaystyle \theta } jest kątem prostym, {\displaystyle b} jest stałą rzeczywistą, zaś {\displaystyle r/a=\varphi } (gdzie {\displaystyle \varphi } jest „złotą liczbą”). Stąd mamy wzór:
{\displaystyle e^{b\theta }=\varphi .}
Wartość {\displaystyle b} wyraża się wzorem:
{\displaystyle b={\frac {\ln {\varphi }}{\theta }}.}
Wartość {\displaystyle b} może być dodatnia lub ujemna, w zależności od tego, w którą stronę skierowany jest kąt prosty {\displaystyle \theta .} Wartość bezwzględna z {\displaystyle b} wynosi:
{\displaystyle |b|={\frac {\ln \varphi }{90^{\circ }}}={\frac {0{,}0053468}{1^{\circ }}}} dla {\displaystyle \theta } wyrażonego w stopniach;
{\displaystyle |b|={\frac {\ln \varphi }{\pi /2}}=0{,}306349} dla {\displaystyle \theta } wyrażonego w radianach.

## Przybliżenia złotej spirali
Znanych jest wiele spiral będących przybliżeniami złotej spirali i często mylonych z nią. Przykładem może być spirala Fibonacciego, która nie jest spiralą logarytmiczną.